# 胎名
胎名（韓語：태명）是韓國文化中為胎兒所取的名字，通常當胎兒出生後即不再使用，不過也有繼續作為幼兒乳名使用者。其意涵經常為祝福胎兒健康長大，例如明星都敬秀之胎名為「小幸福」，又如2010年許多韓國婦女取胎名為「白虎」。

## 腳註
1. ↑  2010年在干支纪年為庚寅年，庚與白色有關，寅與虎對應，所以被稱為白虎之年，韓國命理上認為此年出生者運勢旺盛。[4]